# 세체니구

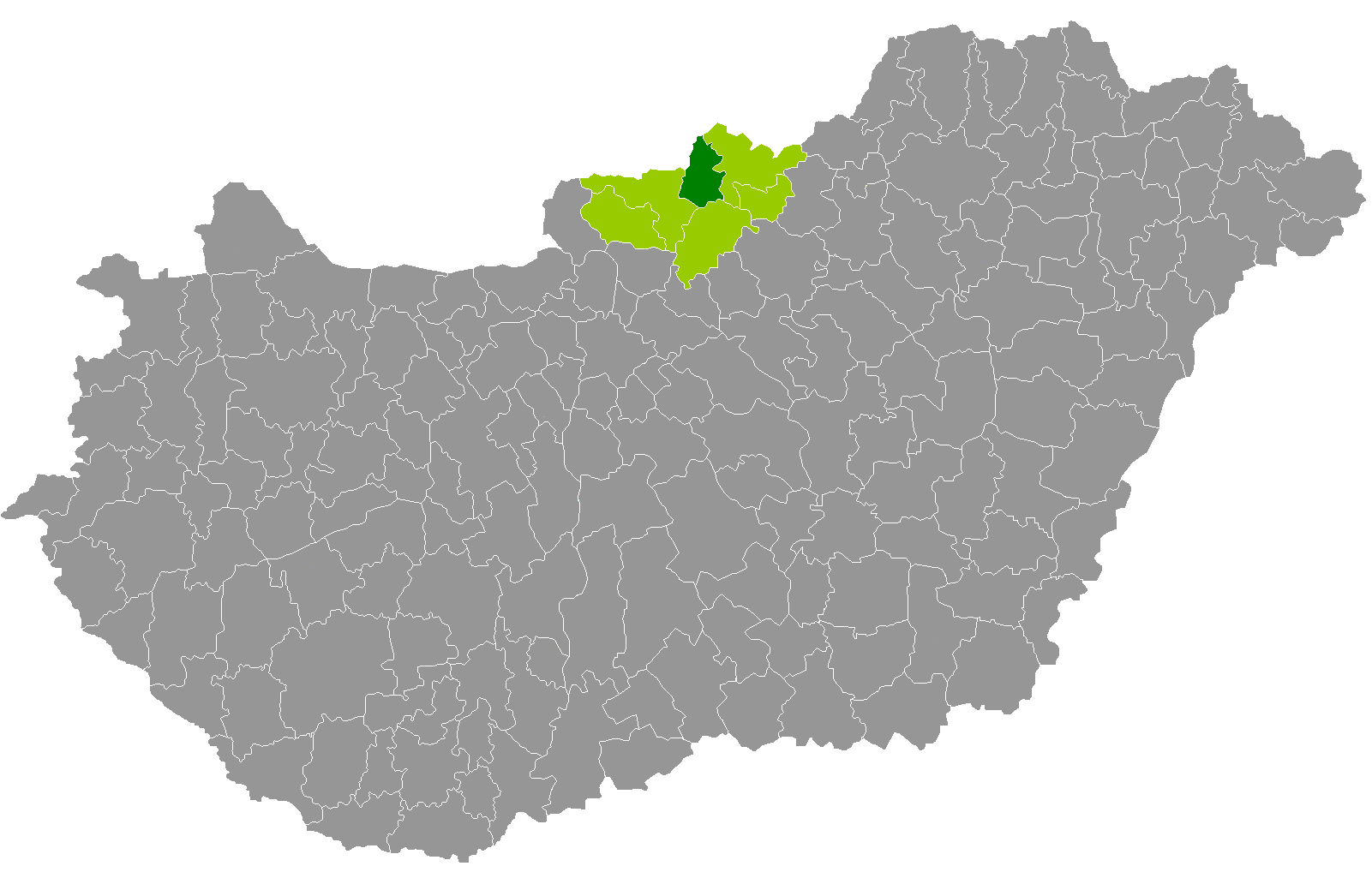
노그라드주 지도에 표시된 세체니구의 위치

세체니구(헝가리어: Szécsényi járás)는 헝가리 노그라드주에 위치한 구로 구청 소재지는 세체니이며 면적은 285.26km2, 인구는 19,587명(2011년 기준), 인구 밀도는 69명/km2이다.
북동쪽으로는 셜고터랸구, 남쪽으로는 파스토구, 남서쪽으로는 벌러셔저르머트구와 접하며 서쪽과 북쪽으로는 슬로바키아와 국경을 접한다. 14개 지방 자치체(1개 시, 13개 마을)를 관할한다.

구 문장